# 組織学

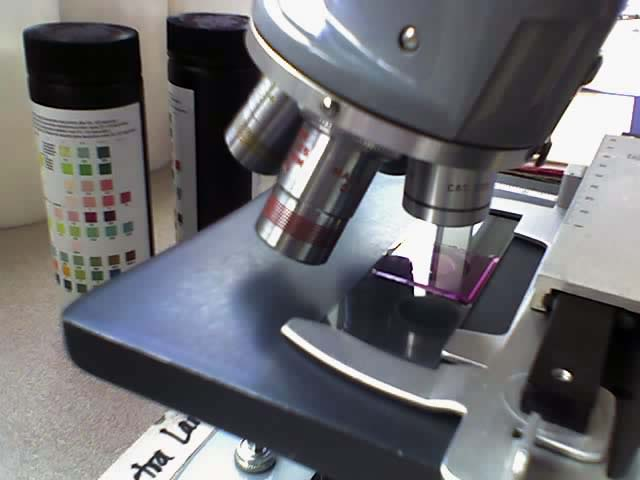
典型的な組織学標本が、スライドガラスとカバーガラスの間に挟まれ、光学顕微鏡のステージ上に設置されている

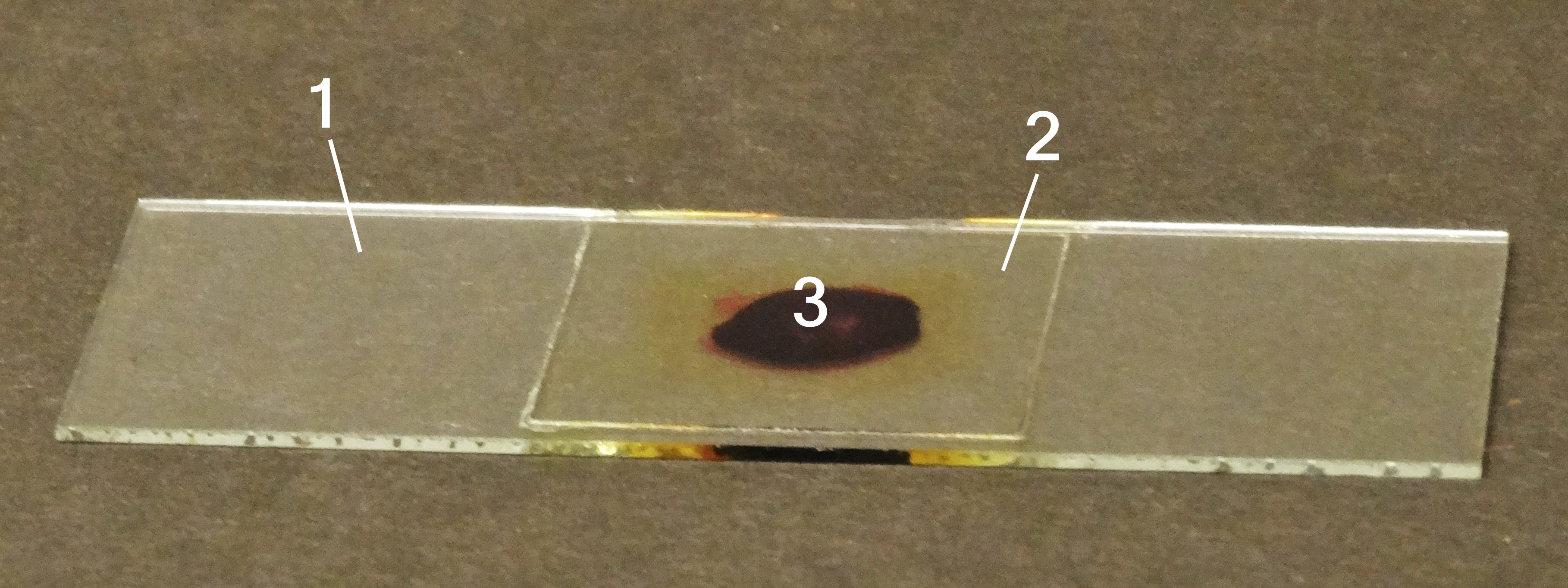
典型的な組織学標本
1. スライドグラス
2. カバーガラス
3. 染色された組織標本、1.と2.の間に挟まれる

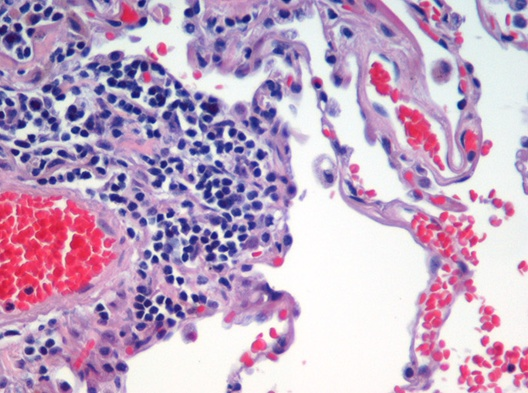
HE染色（ヘマトキシリン・エオシン染色）が施された、ヒト肺の組織標本を撮影した光学顕微鏡写真

組織学（そしきがく、英: histology、ギリシア語で「組織」を意味するἱστός histosと、「科学」を意味する-λογία -logiaの複合語）は、植物・動物の細胞・組織を観察する顕微解剖学。解剖学から発展し、生物学や医学の重要な方法論の一つである。細胞学が細胞の内部を主な対象とするのに対し、組織学では細胞間に見られる構造・機能的な関連性に注目する。
組織学で最も基礎的な手技は、固定や染色といった手法を用いて用意した標本の顕微鏡観察である。組織学研究は組織培養を活用することも多い。組織培養とは、ヒトや動物から採取された、生きた細胞を単離し、様々な研究目的に、人工環境で培養することを指す。組織染色は、標本の観察や、微細構造の見分けを容易にするために、しばしば行われる。
組織学は発生生物学の基本技術である他、病理学でも病理組織の検査に用いられる。がんなどの病気の診断を付ける上で、検体の病理的検査が日常的に使われるようになってからは、病態組織を顕微鏡的に観察する組織病理学が、病理解剖の重要なツールとなった。海外では、経験を持った内科医（多くは資格を持った病理医である）が、組織病理の検査を自ら行い、それに基づいた診断を下す。一方で日本では、病理専門医が検査と診断を行うことが多いが、各地でこの病理医不足が叫ばれている。
海外では、検査のための組織標本を作成する専門職を、「組織学技術者」（英: histotechnicians, histology technicians (HT), histology technologists (HTL)）「医療科学者」（英: medical scientists）、医療実験助手（英: Medical Laboratory Assistant, Medical laboratory technician）、生物医学者（英: Biomedical scientist）などと呼ぶ（以上は全て訳者訳）。彼らの研究領域は histotechnology（訳：組織科学）と呼ばれる。

## 資料の準備

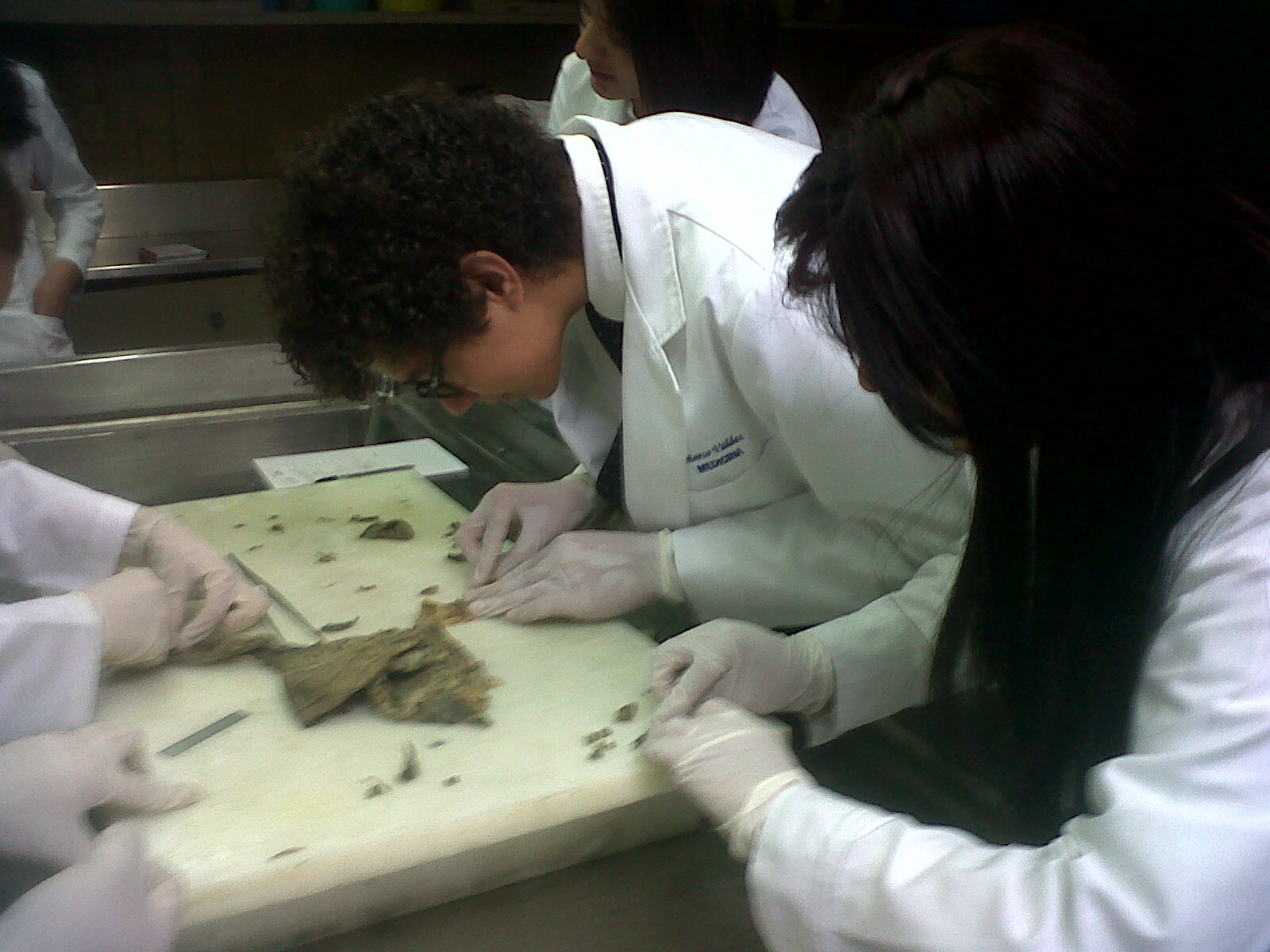
医学生たちが、組織学研究のためヒト胃から取った試料を準備している。2012年のメキシコ国立心臓病研究所（Instituto Nacional de Cardiologia in Mexico）にて

### 固定

#### ホルムアルデヒドなどを用いた化学固定
化学固定は、組織の劣化を防いだり、細胞構造や、細胞小器官（例：細胞核、小胞体、ミトコンドリア他）などの細胞内物質を保存するために行われる。光学顕微鏡向けの最も一般的な化学固定は、10%中性緩衝ホルマリン（リン酸緩衝生理食塩水に4%のホルムアルデヒドを加えたもの）である。他にもブアン液（英: Bouin Solution）などが用いられる。電子顕微鏡に対してはグルタルアルデヒドが最も汎用され、同じくリン酸緩衝生理食塩水に2.5%のグルタルアルデヒドを加えて固定液が作られる。これらの化学固定は、非可逆的にタンパク質間に架橋することで組織や細胞を保存する。アルデヒドは、主にタンパク質のアミノ基を架橋するために用いられ、ホルムアルデヒドの場合はメチレン架橋 (-CH2-) 、グルタルアルデヒドの場合は C5H10 架橋を形成する。固定を行うことで、細胞や組織の構造はほぼそのまま保存されるのに対し、酵素などのタンパク質は、損傷してある程度の変性を起こす可能性がある。タンパク質の損傷は、ある種の組織学的手技には有害なものである。電子顕微鏡向けには、四酸化オスミウムや酢酸ウラニル(VI)など追加の化学固定が行われることもある。
ホルマリン固定は、組織中のmRNA、miRNA、DNAを劣化させる。一方で、適切な手法でホルマリン固定・パラフィン包埋（）された組織からは核酸の抽出・増幅・分析が可能である。

#### 凍結切片固定
凍結切片法は、クリオスタットと呼ばれる冷凍機を用い、組織標本を急速に固定・標本化する技術である。この方法は、がんの切除手術後によく用いられ、がんが確実に切除できたか判断する迅速診断を可能にしている。

### 処理 - 脱水、洗浄、浸透
組織処理の目的は、組織から水分を取り除き、薄片加工できるように組織を固体化させる物質で置き換えることである。生物組織を薄片にするためには、堅い基質で支持されることが必要である。光学顕微鏡用の薄片は5μm、電子顕微鏡用の薄片は80〜100nmのものが一般的である。
光学顕微鏡用の切片には、パラフィンが最もよく使われる。パラフィンは生物組織の主成分である水と混じり合わないため、水分は処理の段階で最初に取り除かれる必要がある。濃度の異なる複数のエタノール溶液槽に入れられることで、試料の脱水が行われる（水槽のエタノール濃度は、次第に高くなる）。次にキシレンなどの疎水性洗浄液でアルコールが取り除かれる。最後に溶かしたパラフィン・ワックスが組織に浸透され、キシレンと置き換わる。
パラフィン・ワックスは、電子顕微鏡用の切片を作る硬質としては不十分である。このため、代わりに樹脂が用いられる。エポキシ樹脂が最もよく利用されるが、特に免疫染色が必要な箇所ではアクリル樹脂も利用される。樹脂で包埋された組織の極薄切片 (0.35μm〜5μm) は光学顕微鏡用にも用いられる。エポキシ樹脂・アクリル樹脂の大半は水と混じり合わないが、これは組織の脱水に必要なもので、この脱水過程ではエタノールが併用されることが多い。

### 包埋

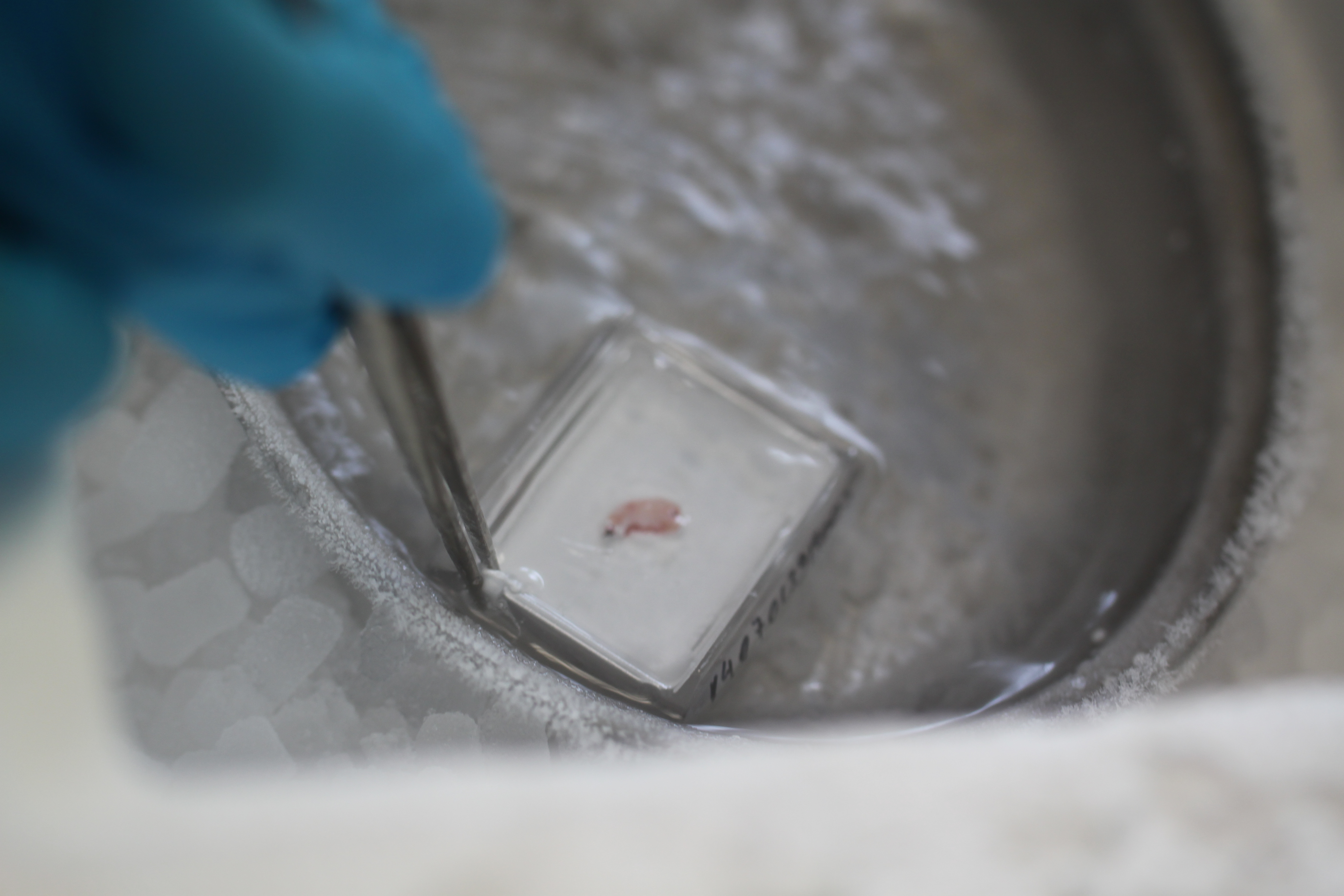
OCT embedding OCTコンパウンド

組織の脱水・洗浄・包埋剤の浸透が終わったところで、包埋過程に移る。この過程の間、組織資料は、硬化する液性包埋剤（寒天、ゼラチン、蝋など）と共に鋳型に入れられる。パラフィン・ワックスの場合は冷やすことで、エポキシ樹脂の場合は熱することで硬化する。アクリル樹脂は、熱、紫外線、化学触媒などで重合する。組織試料入りの固化したブロックは、次に薄片化される。
ホルマリン固定・パラフィン包埋組織（英: Formalin-fixed paraffin-embedded tissues; FFPE tissues）は、室温で保存してもほとんど変化せず、固定後はDNAやRNAなどの核酸も劣化から守られるため、ホルマリン固定・パラフィン包埋組織は医学の歴史的学習（組織学実習など）において重要である。
包埋には、冷凍し固定していない組織を、水を元にした保存液に漬ける方法もある。冷凍前の組織を、液性包埋剤と共に鋳型に入れ、固化したブロックを作るために冷凍させる。この場合液性包埋剤には、グリコール水溶液、OCT (Optimal cutting temperature compound) 、TBS、クリオゲル（英: Cryogel）、樹脂などが用いられる。

### 薄切
光学顕微鏡用の切片には、ミクロトームに据えられたスティールナイフが用いられ、4μm程度の厚さに切られた組織はスライドガラス上に載せられる。透過型電子顕微鏡用には、ダイヤモンドナイフ付きのウルトラミクロトームが使われ、直径3mmの銅製グリッドに載せる、50nmの切片が切り出される。薄切された試料には適切な染色が施される。
切片は、組織を様々な方向に切って作られる。組織の病理学評価には、垂直切片（組織表面と垂直に切断し、横断面を作る）を使うことが一般的である。組織の水平切片（もしくは横断切片）は、毛穴や毛嚢脂腺の評価に用いられる。水平接線切片は、モース手術やCCPDMAの際に利用される。

#### 凍結切片
組織を凍らせ、冷凍機に据えられたミクロトームであるクリオスタットで切片を作る方法がある。この際組織は固定されていても、未固定でもよい。凍結切片はスライドガラス上に載せられ、異なる組織との差異を際立たせるため、染色を行うこともある。固定されていない凍結切片は、組織や細胞内での酵素局在を調べる研究に利用できる。抗体を用いた蛍光抗体法（免疫蛍光法とも）などの処理を行うためには、組織の固定が必要である。凍結切片法は、手術中に患者の腫瘍が悪性か判断する際にも用いられる。

### 染色

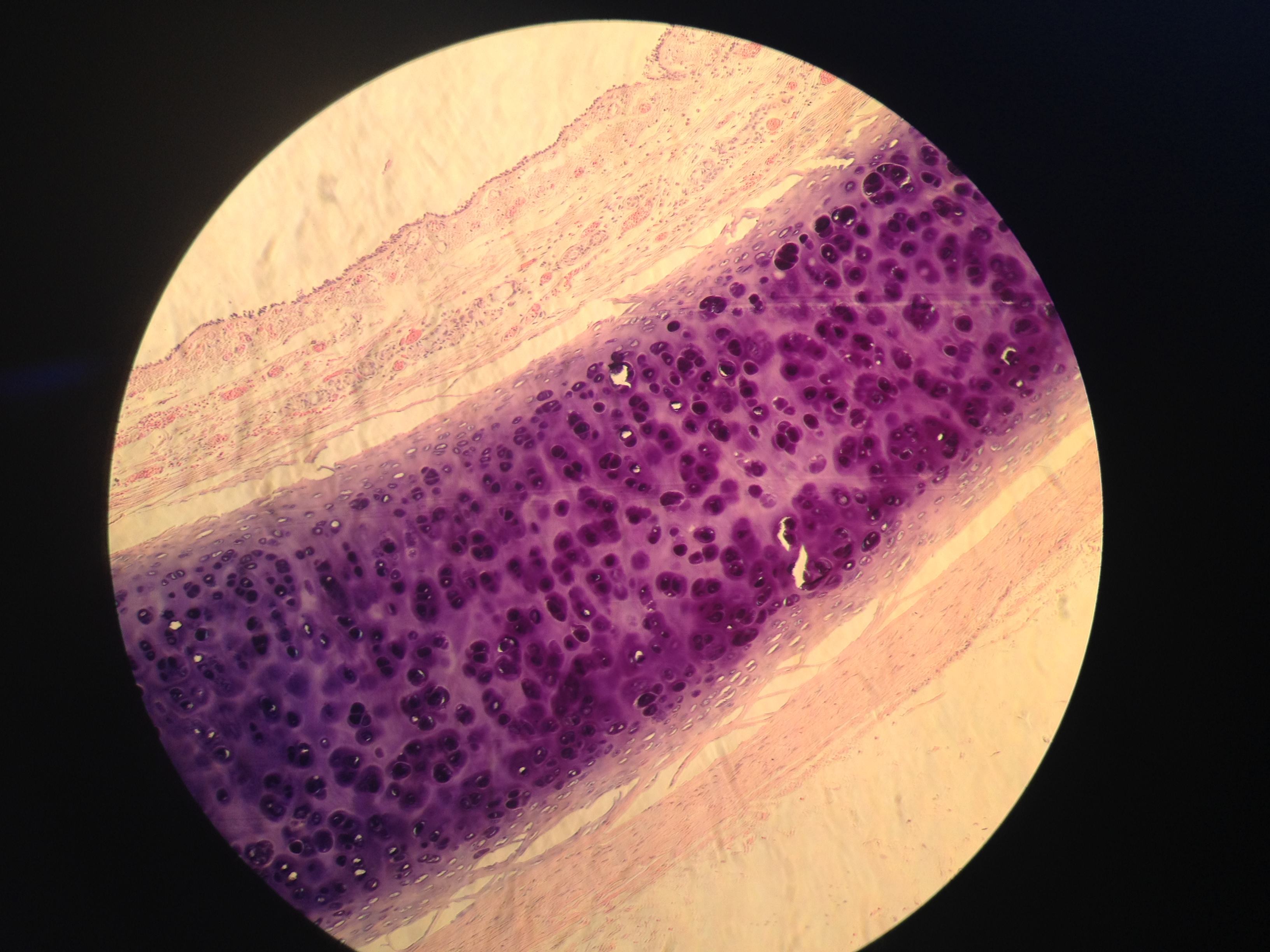
HE染色（ヘマトキシリン・エオシン染色）された気管由来の試料

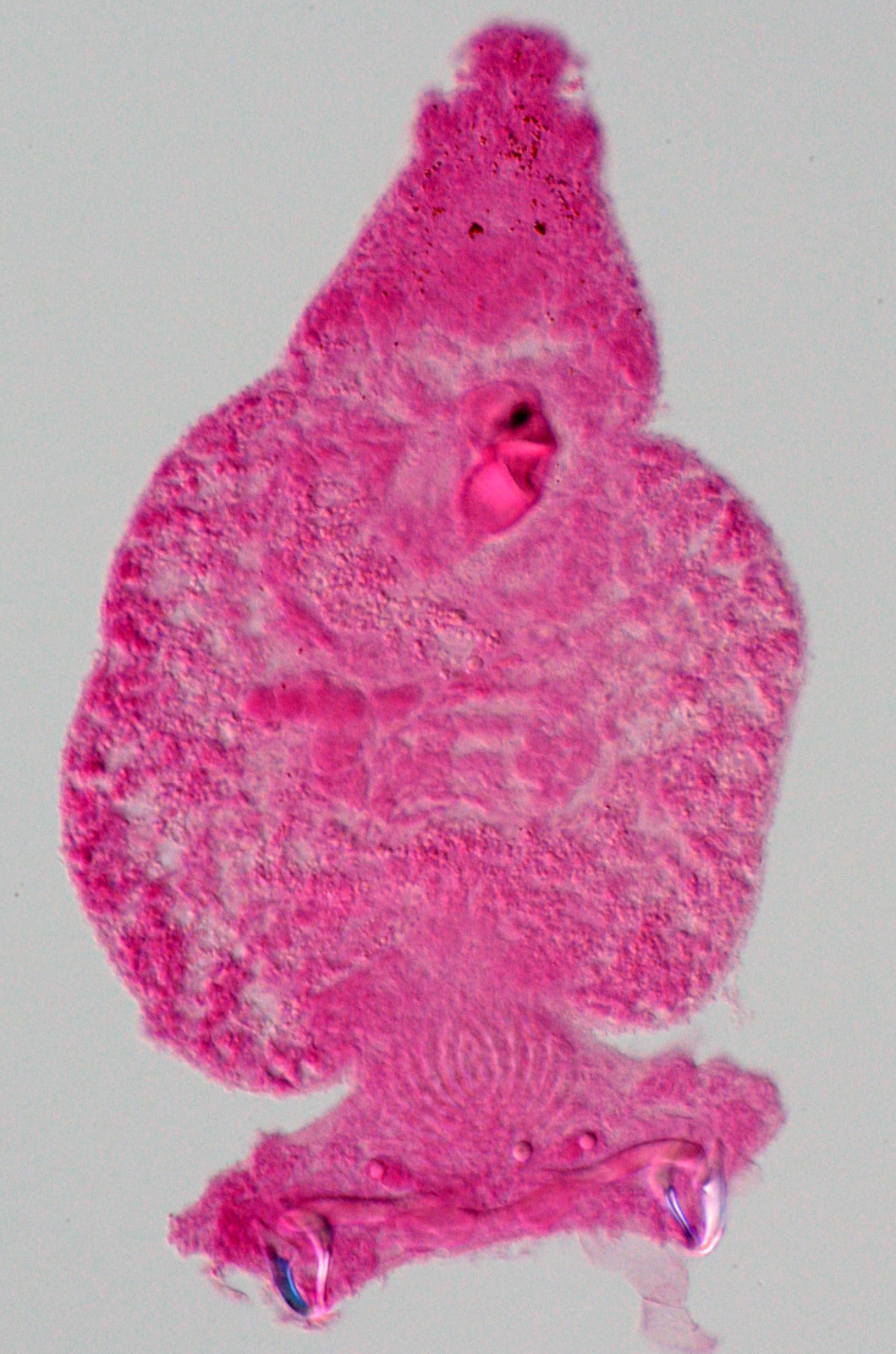
光学顕微鏡：カーミン染色された単生綱生物（寄生虫）

生物の組織が元々持つコントラストはあまりに弱く、光学顕微鏡や電子顕微鏡ではほとんど判別ができない。染色は、組織の特殊構造を強調するだけでなく、組織にコントラストを与えることができる。染色の基礎を成す機械論を理解するためには、組織化学が用いられる。ヘマトキシリンとエオシンによるHE染色は、組織学や組織病理学での光学顕微鏡観察に最もよく活用される。塩基性染料のヘマトキシリンは、核酸と結合して細胞核を青〜青紫色に染める。酸性のエオシンは、細胞質をピンクに染める。電子顕微鏡用に組織のコントラストを上げるには、酢酸ウラニル(VI)とクエン酸鉛が使われる。
選択的に細胞や細胞成分を染色する方法は他にも多数存在する。1つはがん周縁部やサージカルマージン (Surgical margin) を染色するもので、試料前後の境界面を別々の染料で染め分け、サンプル中でのがんやその他の病変の位置を分かりやすくするものである。他にも、サフラニンやオイルレッドO、コンゴレッド、ファストグリーンFCF、銀塩、更に多数の自然・人工染料が染色に使われる。これらの染料は、織物産業の発展に伴って誕生したものが多い。
組織化学は、実験室の化学薬品と組織内物質がどのように化学反応を起こすか研究する学問である。組織化学で最も用いられる手法は、パールズ・プルシアンブルー法で、ヘモクロマトーシス（鉄過剰症の一種）などの鉄沈殿を見るために用いられる。
組織学の標本は、放射線を用いて解析されることもある。組織切片放射線撮影法では、スライド（組織化学的に染色されていることもある）を放射線にかける。オートラジオグラフィーは、放射性同位体が体内のどこに移動したか可視化する技術である。DNA複製が行われるS期に取り込まれるトリチウム化チミジンを検出したり、in situ ハイブリダイゼーションで、放射性ラベルされた核酸プローブがどこに結合したか調べることで可視化ができる。顕微鏡レベルのオートラジオグラフィーを行うためには、スライドを液性核トラック感光乳剤に浸し、乾かしてフィルムを制作する。この後暗視野検鏡法を使い、フィルム上の個々の銀粒子を観察する。
最近では、タンパク質や炭水化物、脂質の可視化に、抗体が利用されている。この方法は免疫組織化学と呼ばれ、特に染料が蛍光物質である場合は蛍光抗体法と呼ばれる。この技術は、顕微鏡下での細胞分類能を飛躍的に向上させた。他にも非放射性同位体性 in situ ハイブリダイゼーション（英: nonradioactive in situ hybridization）などは、蛍光物質プローブ・タグと結合した特定のDNA・RNA分子を検出する技術である。これは蛍光抗体法や酵素活用蛍光増幅（英: enzyme-linked fluorescence amplification、例えばアルカリホスファターゼやチラミドシグナル増幅を利用したもの）に活用されている。蛍光顕微鏡や共焦点顕微鏡は、細胞内の蛍光シグナル検知に利用されている。現在では、組織学・組織病理学の写真撮影に、デジタルカメラが広く利用されている。

## 一般的な組織染色法
表中の「N/A」は染色できないことを示す。
| 染色法                                              | 一般的な用途                               | 細胞核 Nucleus               | 細胞質 Cytoplasms     | 赤血球 Red blood cell (RBC) | コラーゲン Collagen fibers | 染色の特色                                                                                    |
| --------------------------------------------------- | ------------------------------------------ | ---------------------------- | --------------------- | --------------------------- | -------------------------- | --------------------------------------------------------------------------------------------- |
| ヘマトキシリン Haematoxylin                         | エオシン染色と併用するHE染色が一般的       | オレンジ、シアン・ブルー、緑 | 青 / 茶色 / 黒        | N/A                         | N/A                        | 核酸—青 小胞体—青                                                                             |
| エオシン（エオジン） Eosin                          | ヘマトキシリン染色と併用するHE染色が一般的 | N/A                          | ピンク                | オレンジ / 赤               | ピンク                     | 弾性線維—ピンク 膠原線維—ピンク 細網線維—ピンク                                               |
| トルイジンブルー Toluidine blue                     | 一般的な染色                               | 青                           | 青                    | 青                          | 青                         | 肥満細胞顆粒—紫 好塩基球顆粒—紫                                                               |
| マッソン・トリクローム染色 Masson's trichrome stain | 結合組織の染色                             | 黒                           | 赤 / ピンク           | 赤                          | 青 / 緑                    | 軟骨—青 / 緑 筋繊維—赤                                                                        |
| マロリー3色染色法 Mallory's trichrome stain         | 結合組織の染色                             | 赤                           | 淡赤色                | オレンジ                    | 濃青                       | ケラチン—オレンジ 軟骨—青 骨基質—濃青 筋繊維—赤 染料：アニリン・ブルー、酸フクシン、オレンジG |
| ワイゲルト染色法 Weigert's elastic stain            | 弾性線維 Elastic fibers                    | 青 / 黒                      | N/A                   | N/A                         | N/A                        | 弾性線維—青 / 黒                                                                              |
| AZAN染色法 Heidenhain's AZAN trichrome stain        | 細胞外物質と細胞自体の区別                 | 赤 / 紫                      | ピンク                | 赤                          | 青                         | 筋繊維—赤 軟骨—青 骨基質—青                                                                   |
| 鍍銀法 Silver stain / Reticulin silver impregnation | 細網線維、神経線維、菌類                   | 黒またはえんじ色             | 薄紫色                | えんじ〜紫色                | 赤紫〜レンガ色             | 細網線維—茶色 / 黒 神経線維—茶色 / 黒 菌類—黒                                                 |
| ライト染色 Wright's stain                           | 血球                                       | 青みがかった色 / 紫          | 青みがかった色 / 灰色 | 赤 / ピンク                 | N/A                        | 好中球—紫 / ピンク 好酸球—鮮赤 / オレンジ 好塩基球—濃紫 / バイオレット 血小板—赤 / 紫         |
| オルセイン染色 Orcein stain                         | 弾性線維 Elastic fibres                    | 濃青                         | N/A                   | 鮮赤                        | ピンク                     | 弾性線維—濃茶色 肥満細胞顆粒s—紫 平滑筋—水色                                                  |
| PAS染色 Periodic acid-Schiff stain (PAS)            | 基底膜、局在する炭水化物                   | 青                           | N/A                   | N/A                         | ピンク                     | グリコーゲンやその他の炭水化物—マゼンタ                                                       |

表の出典は Michael H. Ross, Wojciech Pawlina, (2006). Histology: A Text and Atlas. Hagerstown, MD: Lippincott Williams & Wilkins. ISBN 0-7817-5056-3その他翻訳時に追加の出典を加え表中に明記した。
他にもニッスル染色（英: Nissl method）やゴルジ染色がニューロンの特定に有用である。

### 代用方法
プラスチック包埋は電子顕微鏡観察によく用いられる。組織はエポキシ樹脂内に包埋される。切片は、ダイヤモンドもしくはガラスのナイフで0.1μm以下の薄さに切り出される。切り出された切片は、電子密度の高い線量（ウランや鉛など）で染色され、電子顕微鏡で観察される。

## 歴史

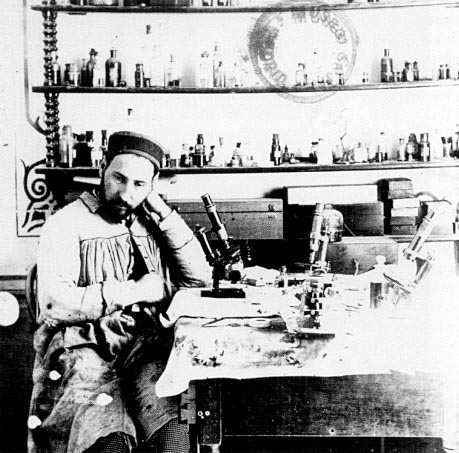
彼の実験室で座るサンティアゴ・ラモン・イ・カハール

組織学の歴史は1590年に顕微鏡が発明され、後にレーウェンフックが改良し微細な観察が可能となったことから始まる。17世紀、イタリアのマルチェロ・マルピーギは、生物の微細構造を研究するため、世界初の顕微鏡の1つを発明した。マルピーギはコウモリやカエル、その他の動物の臓器をいくつか、顕微鏡を用いて分析している。また、肺の構造を研究する過程で、膜構造から成る肺胞や、静脈・動脈間にある毛状の構造（毛細血管を指す。彼は後に "capillaries" と名付けている）を発見している。彼の発見は、人間がどのように酸素を血流に取り込み、体中に運んでいるか立証した。
19世紀になって、組織学は正式な学問分野となった。この時代には、生体を構成する組織という概念が誕生し、細胞、神経、血管、骨髄、上皮組織などが次々と発見された。Histology という名称は、19世紀に始めに誕生したと言われる。その後は顕微鏡の性能の向上により発展していった。
1906年のノーベル生理学・医学賞には、組織学者のカミッロ・ゴルジとサンティアゴ・ラモン・イ・カハールが選ばれた。2人は、同じ画像の別々の解釈に基づき、脳の神経構造に関して論争を繰り広げた。結局カハールの解釈が正しく、彼は正しかった自説に対して、ゴルジは彼が開発した染色方法に対して賞を受け取っている。

## 動物組織の組織学分類
組織には4つの基本分類がある。筋組織、神経組織、結合組織、そして上皮組織である。組織の形態は全て、この4つの基本分類のサブタイプにあたる。例えば、血液は結合組織に分類されるが、これは血球が細胞外基質の血漿（英: the plasma）中を浮遊しているためである。
上皮組織
上皮細胞
肝臓・肺・腎臓などの臓器、腺、皮膚の表面を覆う。
血管内皮
血管やリンパ管の表面を覆う。
中皮
肋膜や心膜腔を覆う。

結合組織 / 筋組織
間葉系結合組織
臓器間を埋める細胞のことで、脂肪細胞、筋肉、骨、軟骨、腱を含む。
血球
赤血球や白血球など。リンパ節や脾臓で見つかるものも含む。

神経組織
神経細胞
神経系の指令細胞。

これらに分類されない特殊細胞
生殖細胞
男性の精子、女性の卵子。
胎盤
真性哺乳類の妊娠中に特異的な臓器。母胎と胎児を繋ぎ、ホルモンを供給する。子宮と栄養胞静脈が並んでいることを利用し、微粒子ではない溶解質で、骨由来の物質の選択的交換を行う。
幹細胞
異なる種類の細胞に分化できる細胞。
植物や菌類、微生物も組織学的に研究されている。これらの構造は動物細胞のものと大きく異なっている。例えば植物は、動物細胞は持たない細胞壁や液胞を持つ。

## 関連学問領域
- 細胞生物学：生きた細胞の合成するDNAやRNA、タンパク質などを研究する学問。
- 解剖学：肉眼的に臓器を観察する学問。
- 形態学
- 細胞学：体内の分泌物、呼吸、かすり傷、洗浄などから得られた細胞や細胞群を、微視的に観察する学問。

## アーティファクト
アーティファクトとは、組織中の構造や特徴で、正常な組織学的観察を邪魔する物体である。これらはいつも正常な組織に存在するとは限らず、外部からもたらされることもある。アーティファクトは、組織の外見を変えたり、構造を隠してしまうことで組織学観察の妨げとなる。これらは2つに分類することができる。

### 組織学的処理以前
これらは組織の分類より優位な、細胞の特徴・構造と考えられていたこともある。一例としては、皮膚のサンプル中に含まれるそばかす（メラニン）や、刺青由来の顔料などである。

### 組織学的処理以後
アーティファクトは、組織の処理過程で混入することがある。処理過程で組織に何らかの変化が起こることは避けがたい。例えば、組織の縮み、洗浄に伴う細胞内物質の流出、色の変化、組織構造の変質などが起こり得る。これらは実験室的に起こることであるので、組織学的処理後に発生したアーティファクトの大半は、回避や発見後の除去が可能である。一例としては、ツェンカー固定を行った後に残る水銀顔料などが挙げられる。

### 「ヒストロジー・アート」
正常な組織構造と、処理過程で起こるアーティファクトは、それぞれの組織学プレパラートをユニークなものにする。「生物学的芸術」（英: biological art）のように、これらを写した画像は、人類の身体の構造や機能について深く理解することに繋がる。これらは「ヒストロジー・アート」（英: Histology art、組織学的芸術の意味）と呼ばれる。日用品や馴染みの深い物体に見える、組織学的写真・模様は、しばしばSNSや研究者コミュニティに投稿されており、組織病理学の学会誌に掲載されたこともある。組織学は、芸術と化学がぶつかり合う学問分野でもある。ヒストロジー・アートは、組織学が、細部を重視する病理医だけでなく、芸術を愛する門外漢にも賛美され得ることを示している。また、組織学や病理学の敷居を下げ、難しい学問として敬遠されないようにすることにも役立っている。